# هنري تشانون
السير هنري تشانون (7 مارس 1897 - 7 أكتوبر 1958)، المعروف باسم تشيبس تشانون، كان سياسيًا بريطانيًا محافظًا ومؤلفًا وكاتب يوميات أمريكي المولد. انتقل تشانون إلى إنجلترا في عام 1920 وأصبح معاديًا لأمريكا، وشعر أن الآراء الثقافية والاقتصادية الأمريكية تهدد الحضارة الأوروبية والبريطانية التقليدية. كتب عن هذه الآراء على نطاق واسع. سرعان ما أصبح تشانون مفتونًا بمجتمع لندن وأصبح متسلقًا اجتماعيًا وسياسيًا.
انتُخب تشانون لأول مرة عضوًا في البرلمان في عام 1935. في حياته السياسية، فشل في تولي منصب وزاري وفي سعيه للحصول على رتبة النبيل، لكن يُذكر أنه كان أحد أشهر كتاب اليوميات السياسية والاجتماعية في العالم في القرن العشرين. لم تُنشر يومياته حتى اليوم إلا كطبعة منقحة؛ رغم ذلك، من المقرر إعادة نشرها كاملة من دار هاتشينسون للنشر، وكان من المقرر أن يُنشر المجلد الأول في سبتمبر 2020.

## سيرته الذاتية

### السنوات المبكرة
ولد تشانون في شيكاغو لعائلة أنجلو أمريكية. في سن الرشد، اعتبر أن عام 1899 هو عام ميلاده، وشعر بالإحراج عندما كشفت صحيفة بريطانية أن العام الحقيقي هو 1897. كان جده قد هاجر إلى الولايات المتحدة في منتصف القرن التاسع عشر وأنشأ أسطولًا من السفن في منطقة البحيرات العظمى، والذي شكل أساس ثروة العائلة. تنحدر جدة تشانون لأبيه من عائلة من مستوطنين إنجليز في القرن الثامن عشر.
كان والدا تشانون فيستا (اسمها قبل الزواج ويستوفر) وهنري تشانون الثاني، المعروف باسم هاري. بعد تخرجه من مدرسة فرانسيس دبليو. باركر وأخذه دروسًا في جامعة شيكاغو، سافر تشانون إلى فرنسا مع الصليب الأحمر الأمريكي في أكتوبر عام 1917 وأصبح ملحقًا دبلوماسيًا فخريًا في السفارة الأمريكية في باريس في العام التالي.
في عامي 1920 و1921، كان تشانون في كنيسة المسيح، أكسفورد، حيث حصل على بكالوريوس بدرجة اجتياز في اللغة الفرنسية، واكتسب لقب «تشيبس». بدأ صداقة استمرت طوال حياته مع أمير يوغوسلافيا بول، الذي وصفه تشانون في مذكراته بأنه «الشخص الذي أحببته كثيرًا». ذكر قاموس أكسفورد للسير الوطنية عن هذه المرحلة من حياة تشانون، «كان عاشقًا لمجتمع لندن، وامتيازها، ورتبتها، وثروتها، وأصبح متسلقًا اجتماعيًا نشطًا، عنيدًا، لكنه محبوب». أصبح أيضًا مؤلفًا.

### عمله كمؤلف
رفض تشانون خلفيته الأمريكية وكان شغوفًا بأوروبا عمومًا وإنجلترا خصوصًا. قال إن الولايات المتحدة «خطر على سلام العالم ومستقبله. وإذا انتصرت، فإن الحضارات القديمة التي تحب الجمال والسلام والفنون والمرتبة والامتياز ستخرج من الصورة». انعكست معادته لأمريكا في روايته، جوان كينيدي (1929)، التي وصفها الناشرون بأنها «قصة زواج فتاة إنجليزية من أميركي ثري ومحاولاتها جسر الهوة التي ولدتها الاختلافات العرقية والتعليمية». معاداة تشانون لأمريكا لم تمنعه من العيش على الأموال الأمريكية. ساعدته منحة قدرها 90 ألف دولار من والده، وميراث 85 ألف دولار من جده على الاستقرار المادي دون الحاجة إلى العمل.